# Calmedica
Calmedica est une start-up française créée en 2013 et spécialisée dans la gestion du parcours de soin. 
Elle a mis au point l’outil MemoQuest, pour lequel elle a reçu plusieurs récompenses. Selon l’institut Early Metrics, elle figure parmi les 20 start-ups françaises de la santé les mieux notées.

## Histoire
Calmedica est une start-up française qui a été créée à Paris en 2013 par Alexis Hernot, diplômé de l’école Polytechnique et de l’INSEAD, et Corinne Segalen, médecin hospitalier. Cette entreprise s’est appuyée sûr l’intelligence  artificielle et en particulier le machine learning, pour développer un robot conversationnel (chatbot) permettant d’échanger des informations à caractère médical par SMS ou messagerie instantanée. 
Entre 2014 et 2016, deux études ont été menées avec l’outil MemoQuest de Calmedica. La première a été réalisée par le professeur Beaussier du CHU Saint-Antoine. Elle a testé l’intérêt de l’outil MemoQuest en amont d’une opération. D'après le professeur Beaussier, elle démontre une plus grande satisfaction des patients et un meilleur respect des consignes préopératoires en comparaison avec le système de rappel téléphonique classique. La seconde étude a porté sur un échantillon de 111 personnes sujettes à de la chirurgie colorectale et réparties dans quatre CHU français (Marseille, Clermont-Ferrand, Grenoble et Lyon Sud). Cette étude a testé l'utilisation de l'outil MemoQuest pour suivre l'évolution de l'état des patients après qu'ils ont rejoint leur domicile. D'après cette étude, un suivi du patient de chirurgie ambulatoire par SMS est performant en termes de détection des complications post-opératoires et du suivi de la satisfaction des patients. Cette méthode aurait également l’avantage de libérer du temps au personnel soignant.  
En 2017, l’entreprise Calmedica a remporté, avec son outil MemoQuest, un appel à projet de l’AP-HP pour le suivi à domicile des patients opérés en ambulatoire,. Cette même année, elle a remporté le premier prix du concours de pitch Gallien & Innovation et le titre de meilleur espoir lors de la première édition du E-Health Forum organisée par Les Echos. 
Calmedica figure en deuxième position de la catégorie Gérer le Parcours de Soin du classement 2018 des 20 Start-ups françaises les mieux notées, réalisé par les Echos et partenariat avec l’institut Early Metrics.

## Activités

### Gestion ambulatoire
L’outil MemoQuest est un robot conversationnel qui envoie automatiquement des SMS aux patients de chirurgie ambulatoire, d’abord, avant l’opération pour lui rappeler son rendez-vous et les consignes, puis une fois que ceux-ci sont rentrés chez eux. Cet outil alerte le personnel soignant en cas de symptômes de complication post-opératoire et en cas d’absence de réponse de la part du patient. Le contenu des messages, la fréquence à laquelle ils sont envoyés ou les seuils d'alerte peuvent être modulés en fonction du type d'acte chirurgical concerné.

### Information médicale
Calmedica décline l’outil MemoQuest sous forme de messagerie instantanée intégrée à des sites internet traitant de renseignements médicaux. Cela permet à des patients voire à des professionnels de santé, de poser des questions sur des pathologies ou des traitements.